# Conservatorio Antonio Neumane
El Conservatorio Nacional de Música Antonio Neumane es una escuela de música de Guayaquil. 

## Historia
Fue creado mediante acuerdo ejecutivo #312 del 20 de septiembre de 1928 e inaugurado el 28 de octubre del mismo año.
Realiza cada año alrededor de 120 eventos misceláneos culturales musicales, en los que se pone de manifiesto la organización, la preparación y el trabajo de alumnos y profesores de las diferentes áreas y niveles.
El Conservatorio da a la niñez y juventud la oportunidad de desarrollar y canalizar su potencial artístico y adquirir una formación académica musical que lo habilita como un profesional, lo que le permitirá servir a la sociedad o representar honrosamente al país en caso necesario y además merecer la ubicación artística en el ámbito económico de supervivencia.
Con 90 años de historia, el Conservatorio “Antonio Neumane” ha visto transitar 24 administraciones, que han tenido la preocupación de organizar, planificar y mejorar la institución en lo administrativo, pedagógico, artístico, cultural y musical, proyectándola a la comunidad y al extranjero a través de las agrupaciones instrumentales, corales y solistas; todo ello testimoniado en sus recitales, conciertos, conferencias, clases maestras, seminarios, concursos y festivales de alto nivel artístico, incrementando además su personal docente con valiosos músicos nacionales y extranjeros entre los que destacan los pianistas Freddy Torres y Sofía Rosado.